# マチャプチャレ
マチャプチャレ（ネパール語: माछापुच्छ्रे、グルン語: कतासुँ क्लिको）は、ネパールの中北部のアンナプルナ山系にある山である。「世界で最も美しい山」と称されることもある。この山は特に神聖な山として地元住民によって崇敬されており、ネパール政府により登山が禁止されている。1957年に山頂付近まで登られたことがあるが、山頂には足が踏み入れられておらず、未踏峰となっている。

## 名称
マチャプチャレはネパール語で「魚の尾」の意味であり、これを英訳した「フィッシュテイル山」(Fishtail Mountain)という別名がある。ネパール語のラテン文字転写により、Machhapuchare, Machhapuchchhre, Machhapuchhreと様々な表記がある。

## 位置

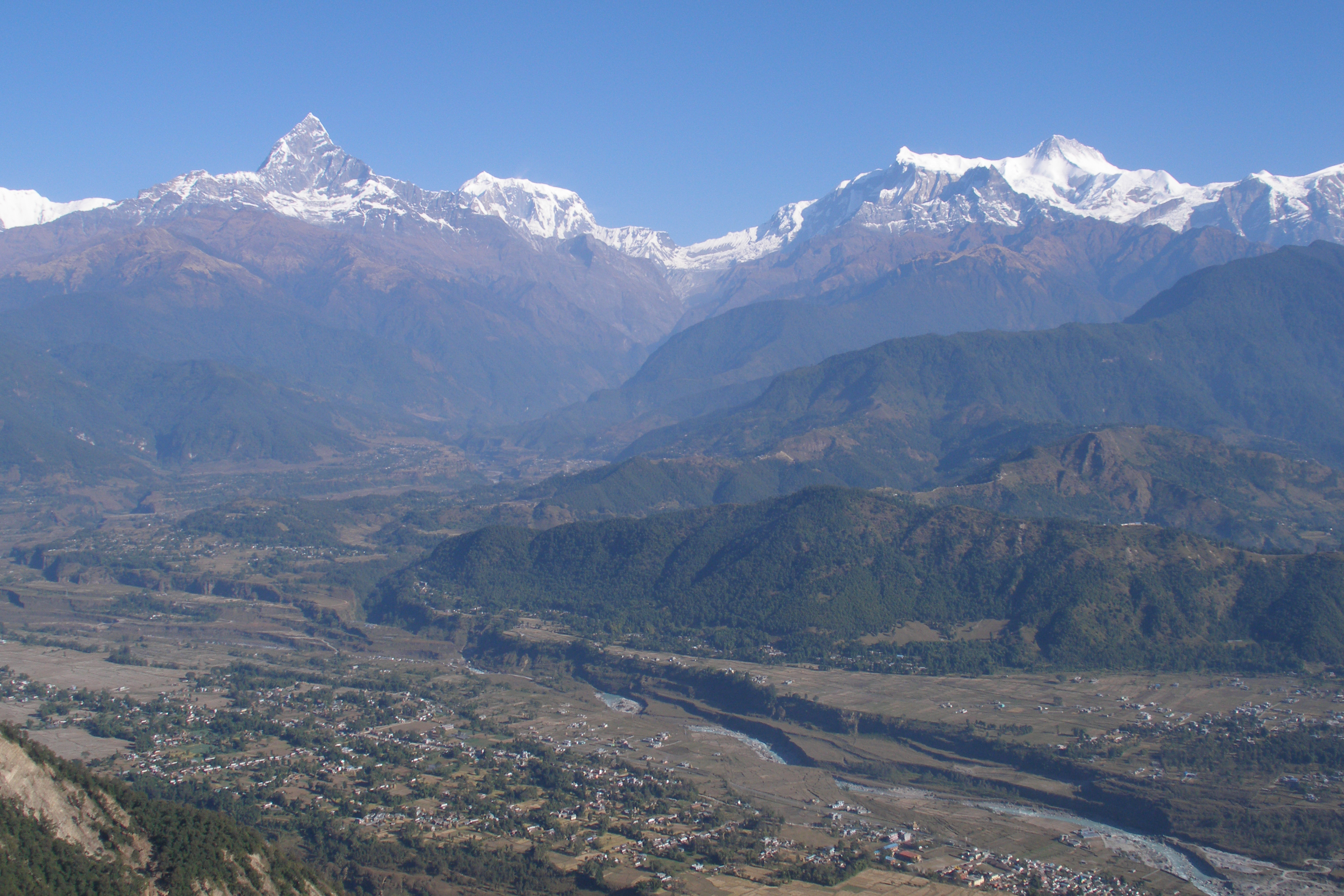
ポカラより見たマチャプチャレ

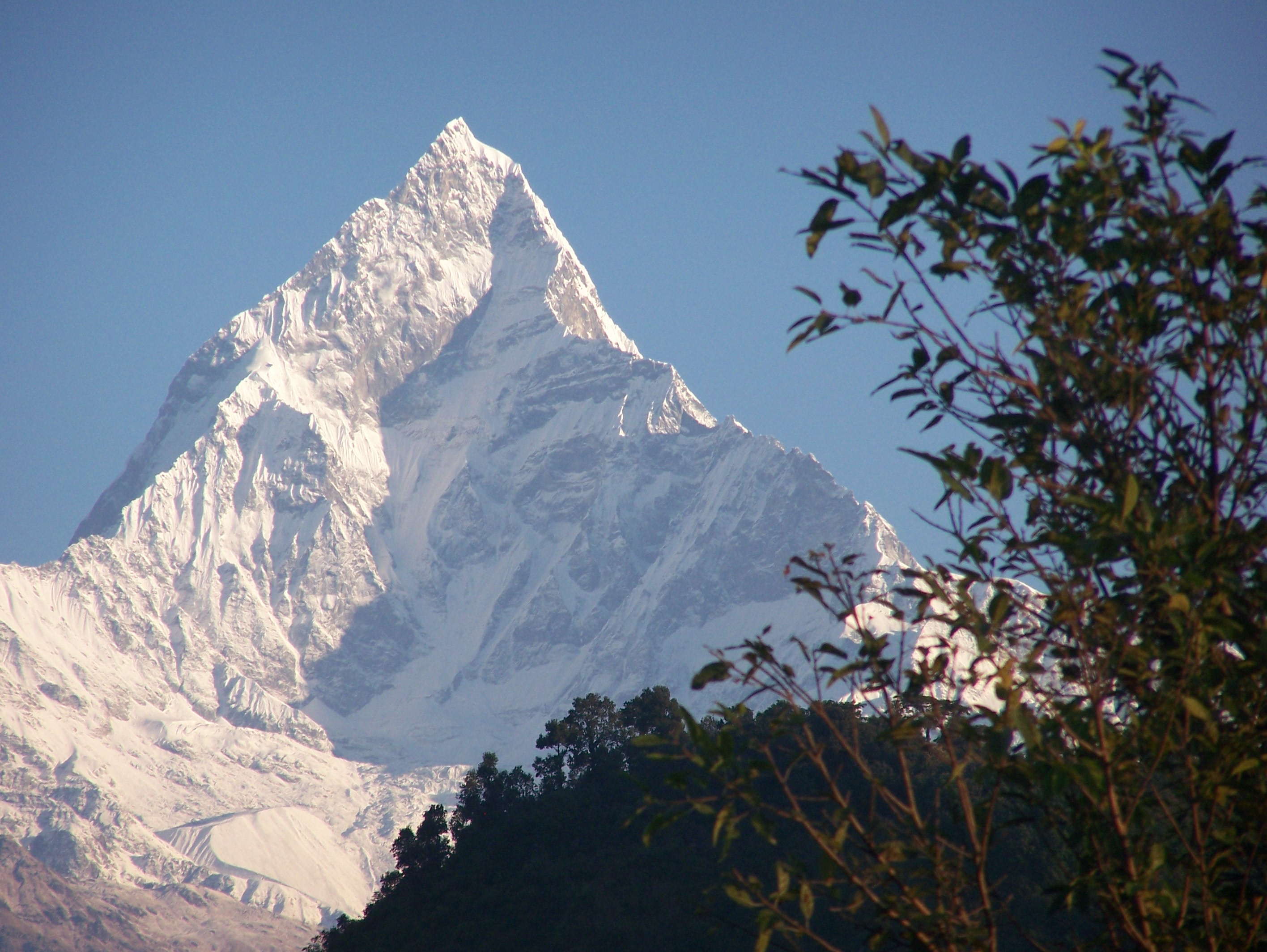
山麓より見たマチャプチャレ

マチャプチャレはアンナプルナ山系の主脈から南に伸びる長い支脈の端にある。この支脈はアンナプルナ保護区の東の境界となっている。アンナプルナ保護区は、人気のあるトレッキング地であり、また、アンナプルナの南面からの登山やその他の山へ登山する際のベースキャンプが置かれる。山頂はこの地域の中心都市であるポカラから北に約25kmの位置にある。

## 特徴
マチャプチャレは山域の南に位置し、アンナプルナ山系の南側が低地であることもあって、急峻な斜面を持つ。印象的なプロファイルを持つこともあり、近隣の山よりは高度が低いにもかかわらず、特徴的な山頂である。2つの山頂が並んでいる様子が魚の尾に似ており、ネパール語で「魚の尾」を意味するマチャプチャレの名前で呼ばれる。また、「ネパールのマッターホルン」の愛称でも呼ばれる。

## 登頂史
マチャプチャレへの登頂は過去に一度もないと考えられている。唯一記録にある登山は、1957年のジミー・ロバーツ中佐率いるイギリス隊によるものである。隊員のウィルフリッド・ノイスとA・D・M・コックスは、北稜を経由して山頂からの距離にして150m、標高6,947mの地点まで到達した。しかし登山隊はネパール国王に対し、頂上には足を踏み入れないと約束していたため、山頂までは到達していない。この登山を最後に、マチャプチャレへの登山の許可は出されていない。
この山は「神聖な山」とされているが、どの神に対して、どのような形で神聖とされているのかは不明確である。
1980年代にニュージーランドの登山家ビル・デンツ(Bill Denz)が、許可を得ずに入山し、登頂に成功したという報道がある

## 文献
- Andy Fanshawe and Stephen Venables, Himalaya Alpine Style. Hodder and Stoughton, 1995.
- Wilfrid Noyce, Climbing the Fish's Tail, London, 1958
- Koichiro Ohmori, Over The Himalaya, Cloudcap Press/The Mountaineers, 1994.